# Dotrzyma
Dotrzyma – osiedle we wschodniej części dzielnicy Targówek w Warszawie. W przeszłości istniał tu folwark o tej samej nazwie (w rejonie obecnej ul. Lnianej), a po 1945 PGR Dotrzyma. 
Tereny te, należące do gminy Bródno, przyłączono do Warszawy w 1951.